# Pseudagapostemon olivaceosplendens
Pseudagapostemon olivaceosplendens är en biart som först beskrevs av Embrik Strand 1910.  Pseudagapostemon olivaceosplendens ingår i släktet Pseudagapostemon och familjen vägbin. Inga underarter finns listade i Catalogue of Life.